# Посольская улица (Великий Новгород)
Посо́льская — одна из улиц Великого Новгорода, находится на Торговой стороне, на территории исторического Славенского конца.
Начинаясь у берега Волхова, от Михайловой улицы проходит в восточном направлении до улицы Панкратова и ручья Тарасо́вец. Протяжённость 535 м.
Посольская известна с XVII века. Предполагается, что на ней находились дворы послов. В XIX—начале XX вв. на улице проживал известный астроном Борис Нумеров.
Улица застроена частными жилыми домами. На ней расположено здание бывшего народного училища, где учился художник Василий Тропинин.

## Археология
На Посольской улице трижды проводились археологические изыскания.
- 1999 год.
- 2006 год. В ходе исследований была открыта городская усадьба, владельцам которой принадлежал уникальный комплекс христианских древностей, датируемый 1160—1180 гг.[1].
- 2008 год. Исследования носили охранный характер. Проводились по адресу Посольская, 17 на участке под застройку. Площадь раскопа составила 240 м². Мощность культурного слоя на этом участке колеблется от 1,5 до 2 м.